# کمیته چهارم مجمع عمومی سازمان ملل متحد
کمیته چهارم مجمع عمومی سازمان ملل متحد (که همچنین به عنوان کمیته ویژه سیاسی و استعمار زدایی یا SPECPOL یا C4 نیز شناخته می‌شود) یکی از شش کمیته اصلی مجمع عمومی سازمان ملل است. این کمیته به مجموعه متنوعی از مسائل سیاسی، از جمله حفظ صلح سازمان ملل متحد و استفاده صلح‌آمیز از فضا می‌پردازد. با این حال، مسائل مربوط به استعمار زدایی و خاورمیانه بیشتر وقت آن را می‌گیرد.

## مأموریت
وقتی که این کمیته برای اولین بار ایجاد شد، کمیته چهارم تنها مسئول امور مربوط به قیمومیت و استعمار زدایی بود. با این حال، پس از اعطای استقلال به تمام مناطق تحت قیمومیت سازمان ملل متحد در دستور کار آن، حجم کاری کمیته کم شد. متعاقباً، کمیته چهارم با کمیته ویژه سیاسی که به عنوان هفتمین کمیته اصلی برای رسیدگی به برخی مسائل سیاسی ایجاد شده بود، ادغام شد.
کمیته چهارم به این مسایل می‌پردازد: موارد، اثرات تشعشعات اتمی، پرسش‌های مربوط به اطلاعات، بررسی جامع مسئله عملیات حفظ صلح، بررسی ماموریت‌های ویژه سیاسی، آژانس امداد و کار سازمان ملل متحد برای آوارگان فلسطینی در خاور نزدیک، گزارش کمیته ویژه رویه‌های اسرائیل و همکاری بین‌المللی در استفاده صلح آمیز از فضا.